# Vespa velutina
Frelon asiatique, Frelon à pattes jaunes
Ne doit pas être confondu avec Frelon géant asiatique.
Espèce
Le frelon asiatique ou frelon à pattes jaunes (Vespa velutina) est une espèce d'insectes hyménoptères de la famille des Vespidae, de la sous-famille des Vespinae et du genre Vespa. L'espèce est originaire d'Asie, avec une vaste aire de répartition dans des zones au climat tropical ou continental (Afghanistan, Inde, Chine, îles indonésiennes).
Une sous-espèce de couleur noire, Vespa velutina nigrithorax, a été introduite en France vers 2004 et s'est ensuite diffusée dans le reste de l'Europe,, où elle est désormais considérée comme une espèce envahissante. En avril 2020, ce frelon aurait colonisé presque toute la France, et a atteint le Portugal, l'Espagne, l'Italie, l'Allemagne, la Belgique, la Grande-Bretagne, les Pays-Bas ainsi que la Suisse romande.

## Description

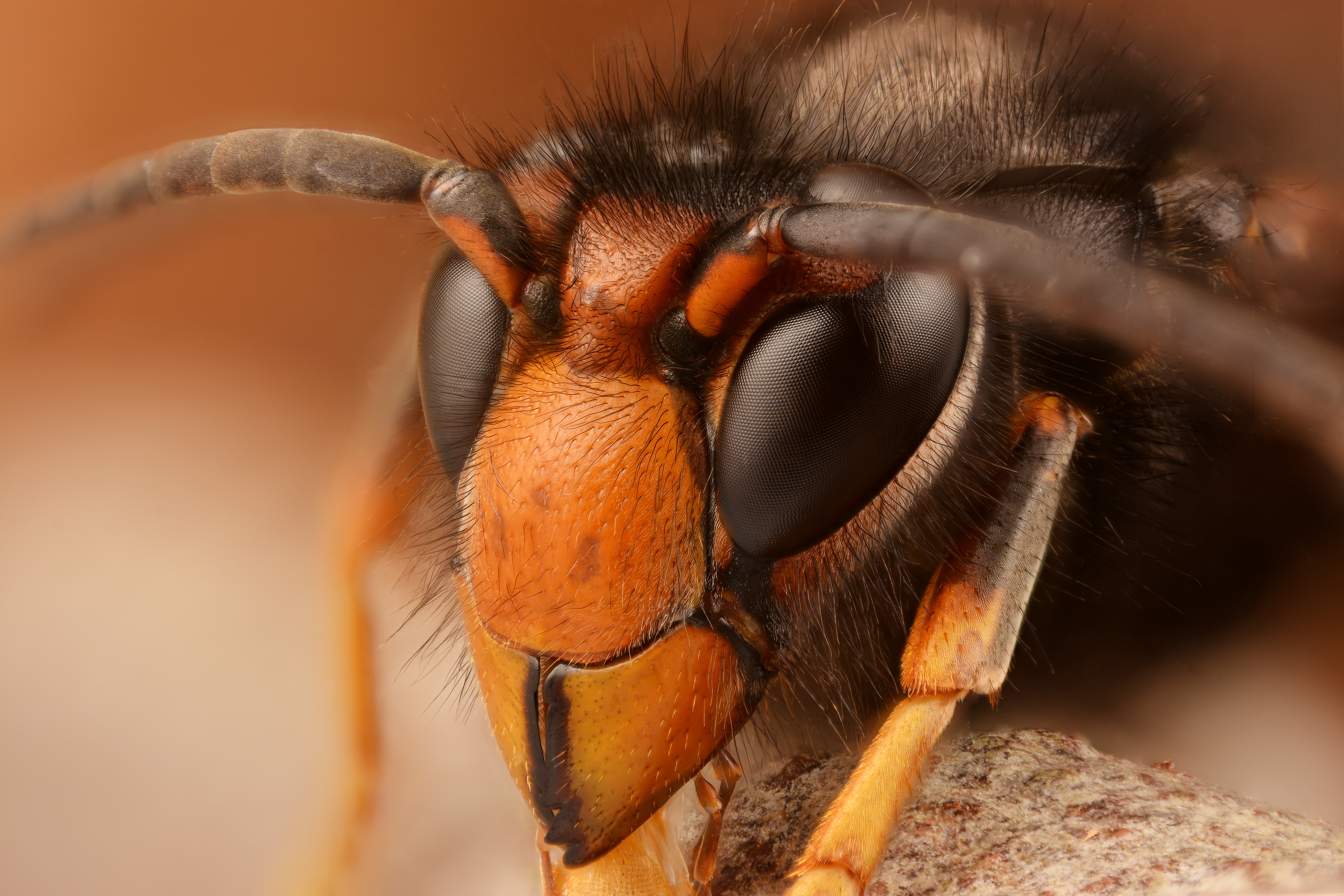
Tête d'un Vespa velutina.

La sous-espèce Vespa velutina nigrithorax est reconnaissable à ses pattes jaunes, ses ailes sombres, son thorax noir, sa couleur sombre et son abdomen sombre cerné d'un anneau jaune-orangé marqué d'un triangle noir.

### Reine ou fondatrice
La reine mesure entre 3 et 3,5 cm. Son espérance de vie est d'un an. Chaque reine fonde sa propre colonie au printemps du mois de mars jusqu'à début août. Elle se compose alors de larves qui deviendront les premières ouvrières, aussi appelées ouvrières de « première caste ».
Les fondatrices ne pondent qu'un œuf par jour en début de saison et le développement des larves nécessite entre 33 jours dans les nids secondaires et 53 jours dans les nids primaires (durée liée à la météo et à la quantité de nourriture disponible pour les larves).
Mi-juin, la colonie ne compte que des ouvrières puis vers la fin de l'été, également des mâles et des femelles sexuées. Les femelles sexuées (gynes), futures reines, passent l'hiver en diapause dans un endroit abrité, souvent enterré, et sortent au printemps pour fonder de nouvelles colonies.

### Ouvrières
Une ouvrière mesure entre 1,5 à 2,5 cm. Les insectes qui émergent/naissent d'une jeune colonie ont été moins nourris à l'état larvaire et sont en moyenne de petite taille (moins de 2 cm). La taille moyenne des insectes augmente avec celle de sa colonie.
La longévité moyenne d'une ouvrière est de 3 semaines.

### Nid

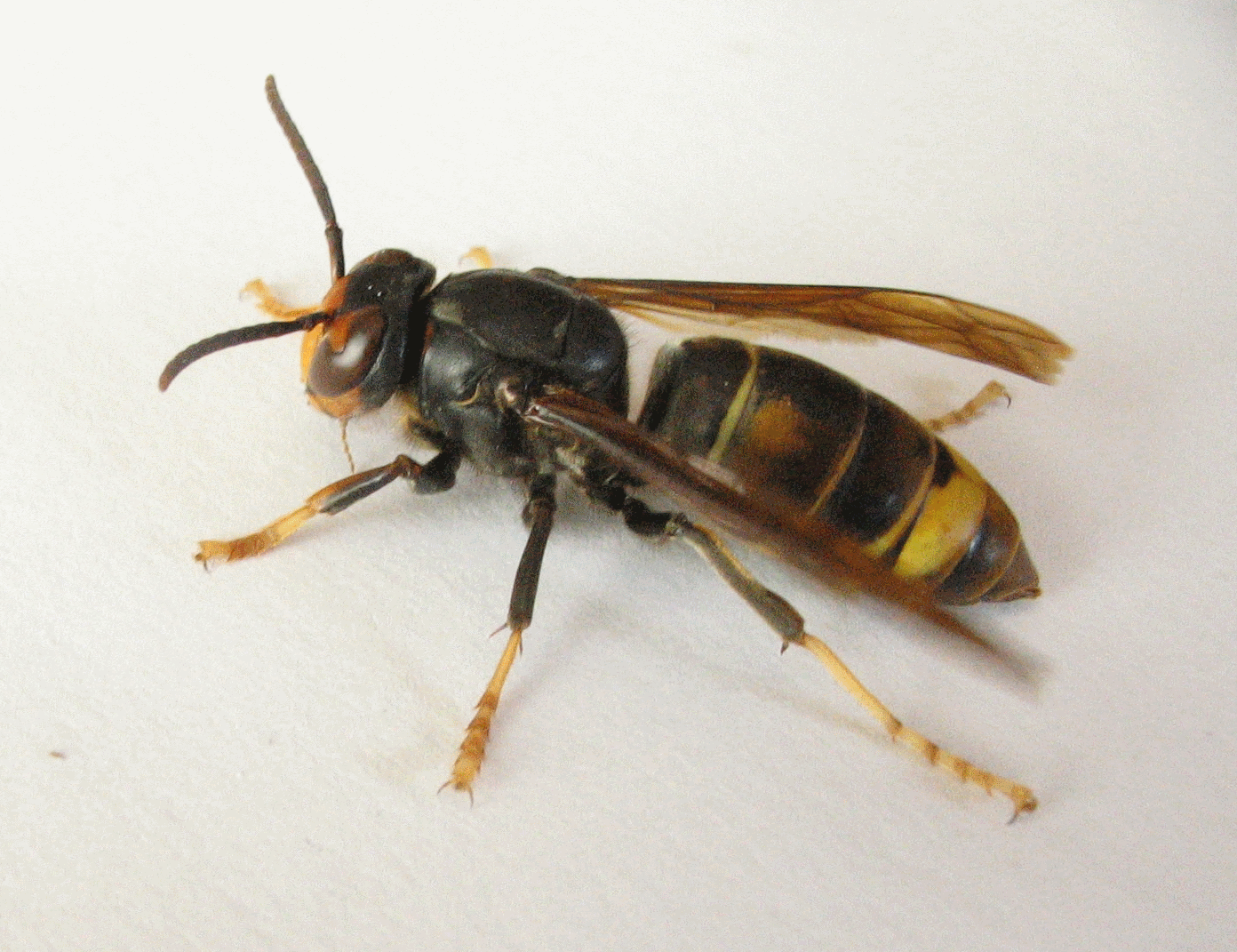
Fondatrice de Vespa velutina.
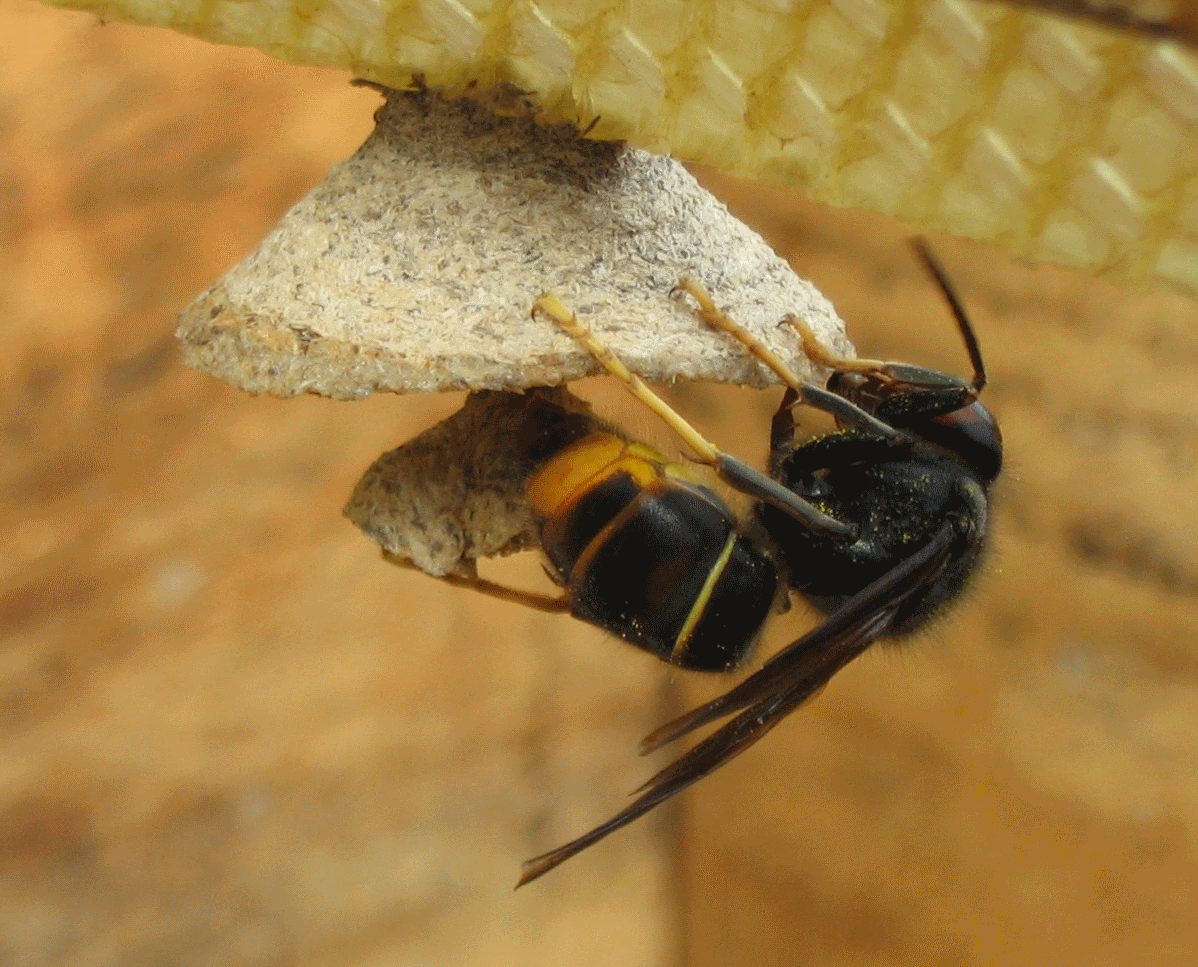
Fondatrice construisant son nid au début du printemps.
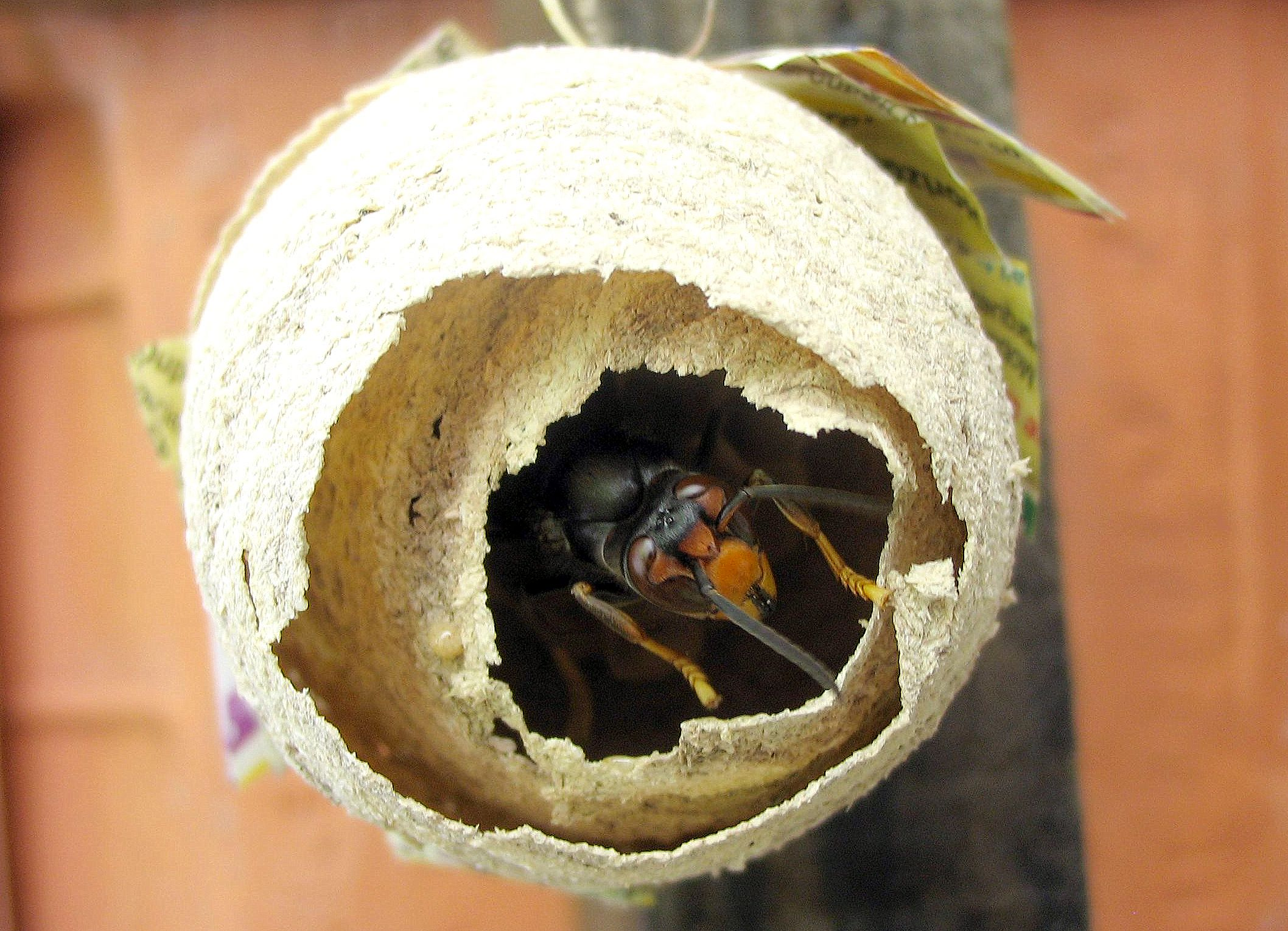
Fondatrice finissant l'ébauche de son nid en fin de printemps.
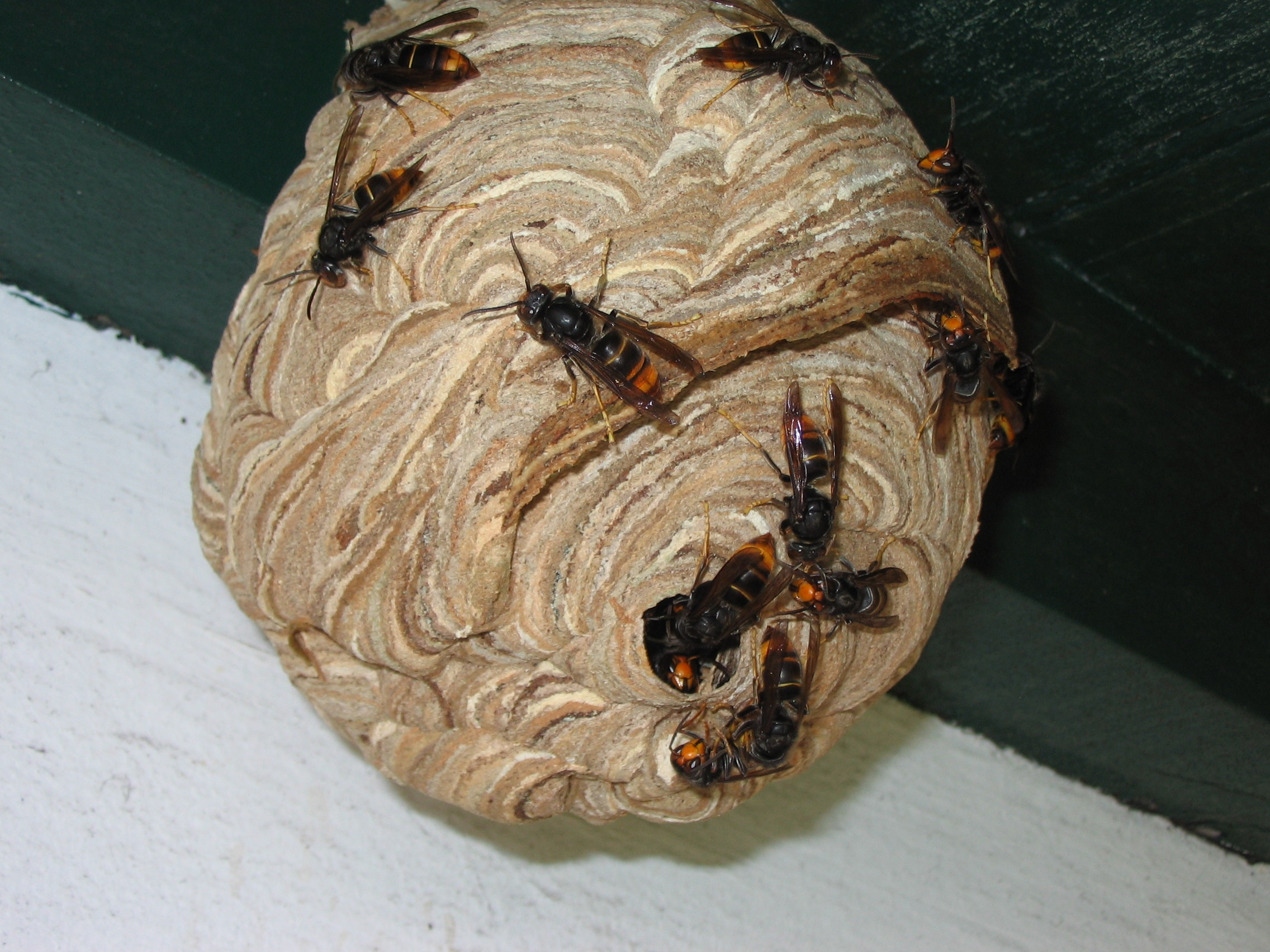
Vespa velutina en alerte sur son nid.

Le nid, ou « guêpier », est fait de fibres de cellulose mâchée, comme chez la majorité des guêpes (certaines, non Vespidae, construisent avec de la boue).
Les frelons asiatiques bâtissent 2 types de nids : un nid primaire (ou embryonnaire) et un nid secondaire (ou nid de relocation).
Le nid primaire est souvent bâti dans un recoin abrité (comme un cabanon de jardin par exemple). Il est bâti par une fondatrice à la sortie de l'hiver et dépasse rarement la taille d'un gros melon. Les frelons quittent généralement ce nid primaire quand la colonie atteint environ 200 individus. Ils sont alors assez nombreux pour bâtir un nid secondaire plus gros dans lequel la fondatrice pourra pondre plus d'oeufs car chaque cellule ne peut accueillir que 2 à 3 naissances par saison.
Le nid secondaire peut atteindre jusqu'à un mètre de haut et 80 cm de diamètre. Construit au printemps. Dans 80% des cas, il est aérien, le plus souvent situé dans des arbres à plusieurs mètres de hauteur. Dans 20% des cas, on le trouve à faible altitude : au ras du sol, sous une charpente ou dans des cheminées.
Ce frelon étant opportuniste, son nid est retrouvé aussi bien dans des habitations que sur du mobilier urbain.
Le nid est généralement de forme sphérique et possède un orifice de sortie latéral.
Un nid peut abriter jusqu'à 2 000 frelons à la période la plus active (septembre), dont 500 gynes et 500 mâles (qui ne chassent pas) et 1000 ouvrières. Sur une saison complète, un nid peut produire jusqu'à 25000 frelons.
Les gynes peuvent, l'année suivante, nidifier si elles sont fécondées. Cependant, un grand nombre de ces reines ne passeront pas l'hiver.
Le nid est abandonné pendant l'hiver. Durant cette période, il a été observé en France que certains oiseaux ravageaient le nid, par exemple la Mésange charbonnière qui se nourrit des restes du couvain. Ce comportement n'a aucune conséquence sur la pérennité de l'espèce puisque le nid est vide.
Le rayon d'action moyen d'une jeune ouvrière est estimé à 350 m. En vieillissant et si nécessaire, ce rayon moyen est estimé à 700 m avec un maximum estimé à 2 000 m de son nid.

### Confusions possibles

#### Vespa crabro
Vespa crabro (le frelon d'Europe) est plus grand et plus coloré. Ses teintes rouges et jaunes contrastent avec l'aspect plus sombre de Vespa velutina,,.
Son nid est moins volumineux que celui de Vespa velutina et toujours ouvert vers le bas (celui de Vespa velutina s'ouvre sur le côté). Il est construit dans un tronc creux ou sous un abri, parfois dans le sol, mais jamais en haut des grands arbres.

#### Megascolia maculata
Megascolia maculata (la scolie des jardins ou scolie à front jaune) dispose de larges taches jaunes sur la tête et l'abdomen. La femelle peut mesurer jusqu'à 4 cm, soit près d'1 cm de plus que Vespa velutina.
La scolie ne construit pas de nid mais forme une loge nymphéale autour des larves de coléoptères dans lesquelles les femelles pondent leurs œufs.

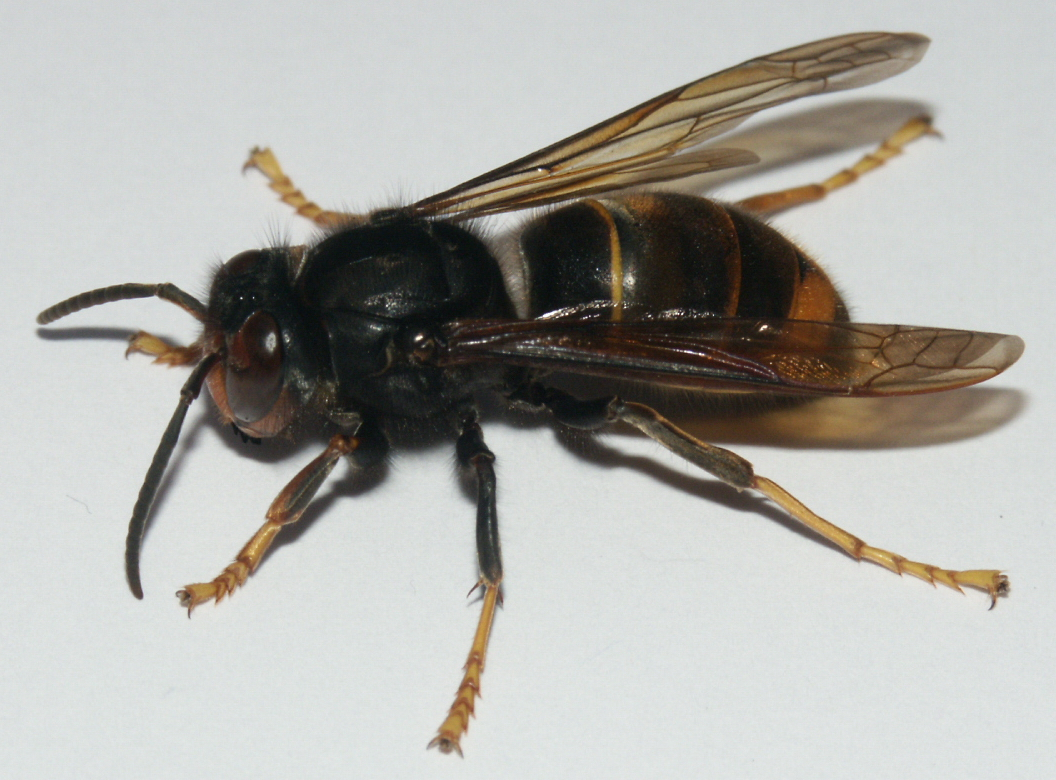
Vespa velutina.
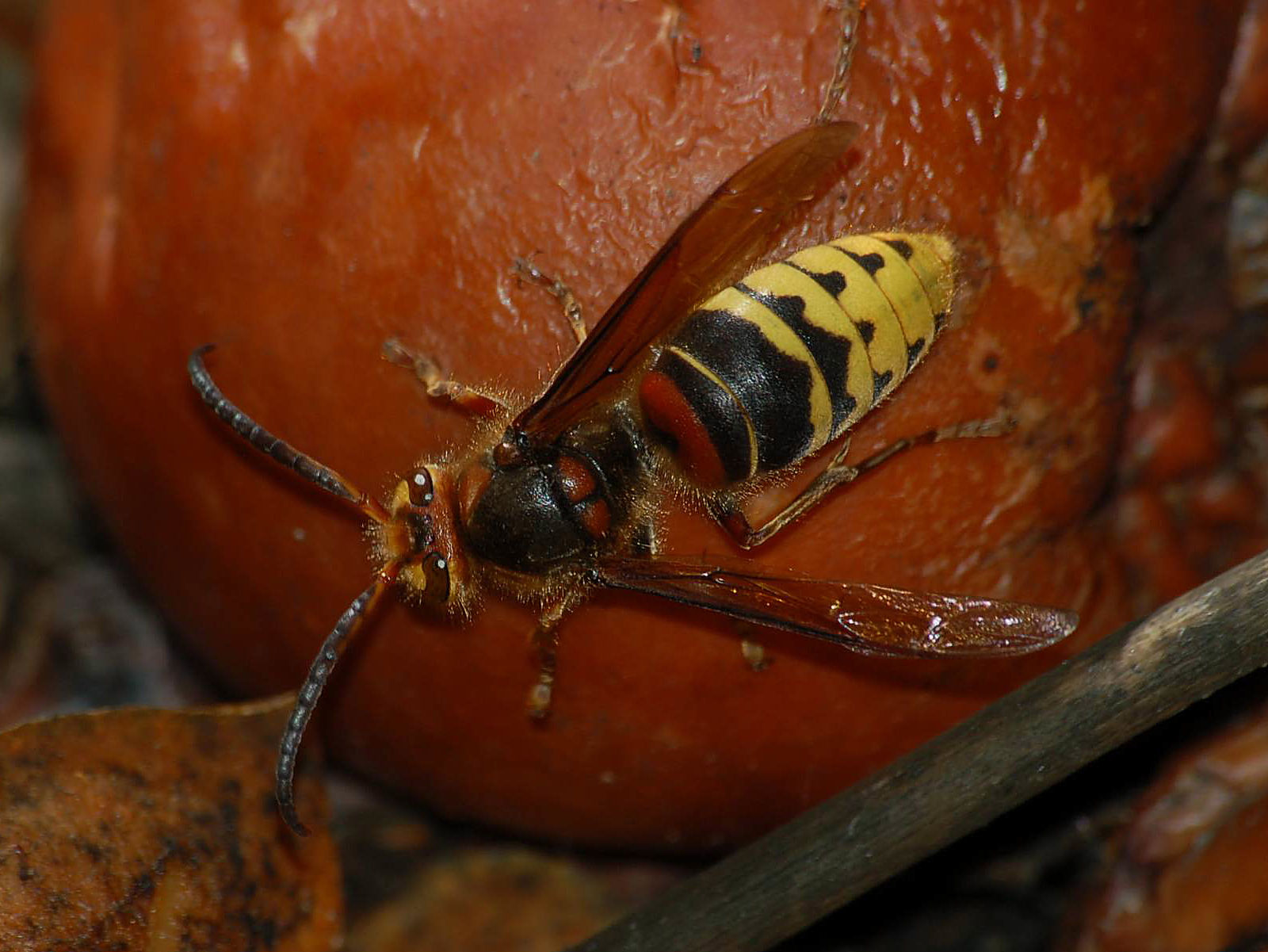
Vespa crabro (mâle).
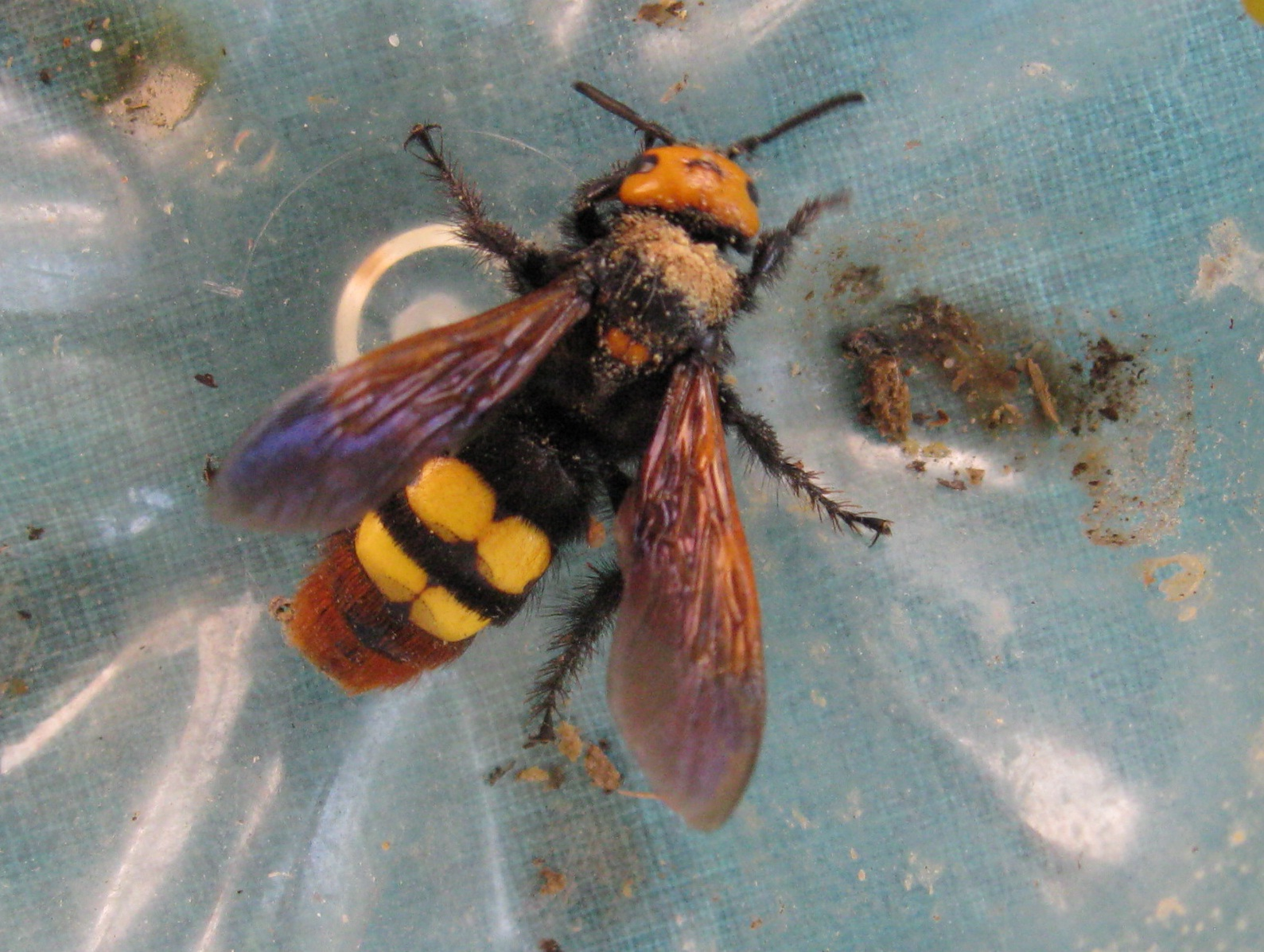
Megascolia maculata.

## Régime alimentaire

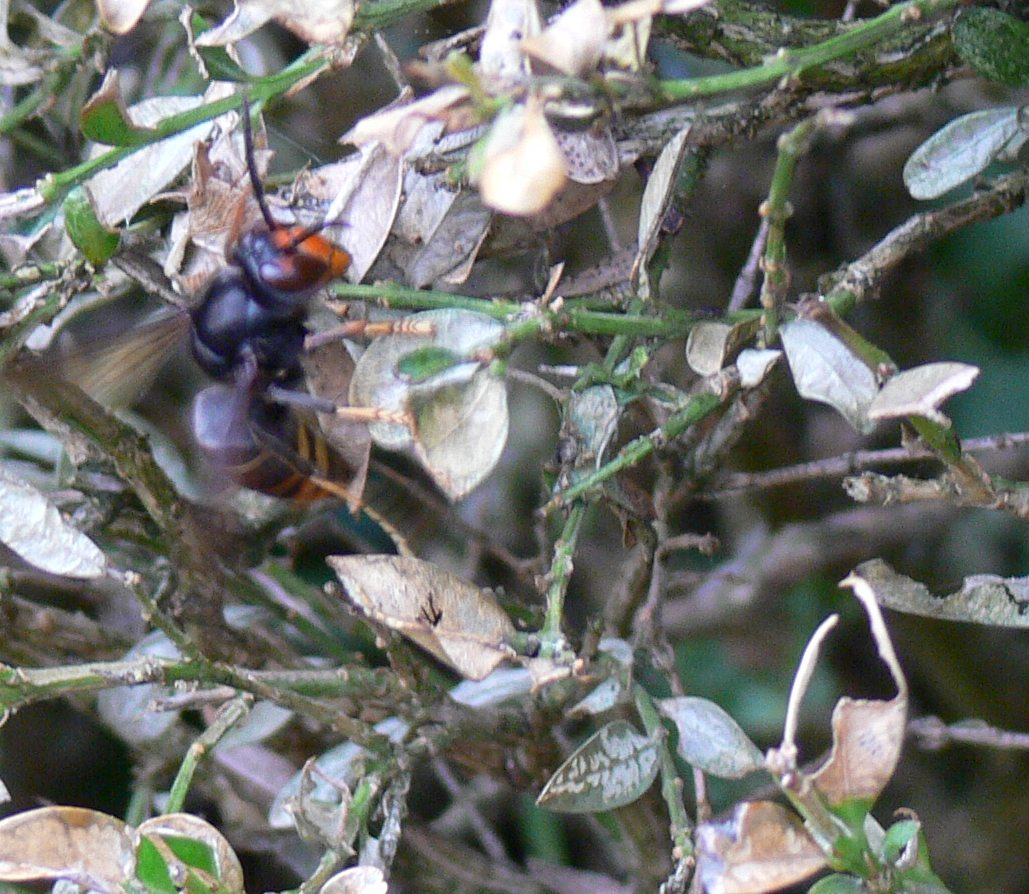
Frelon asiatique cherchant des chenilles de pyrales du buis.

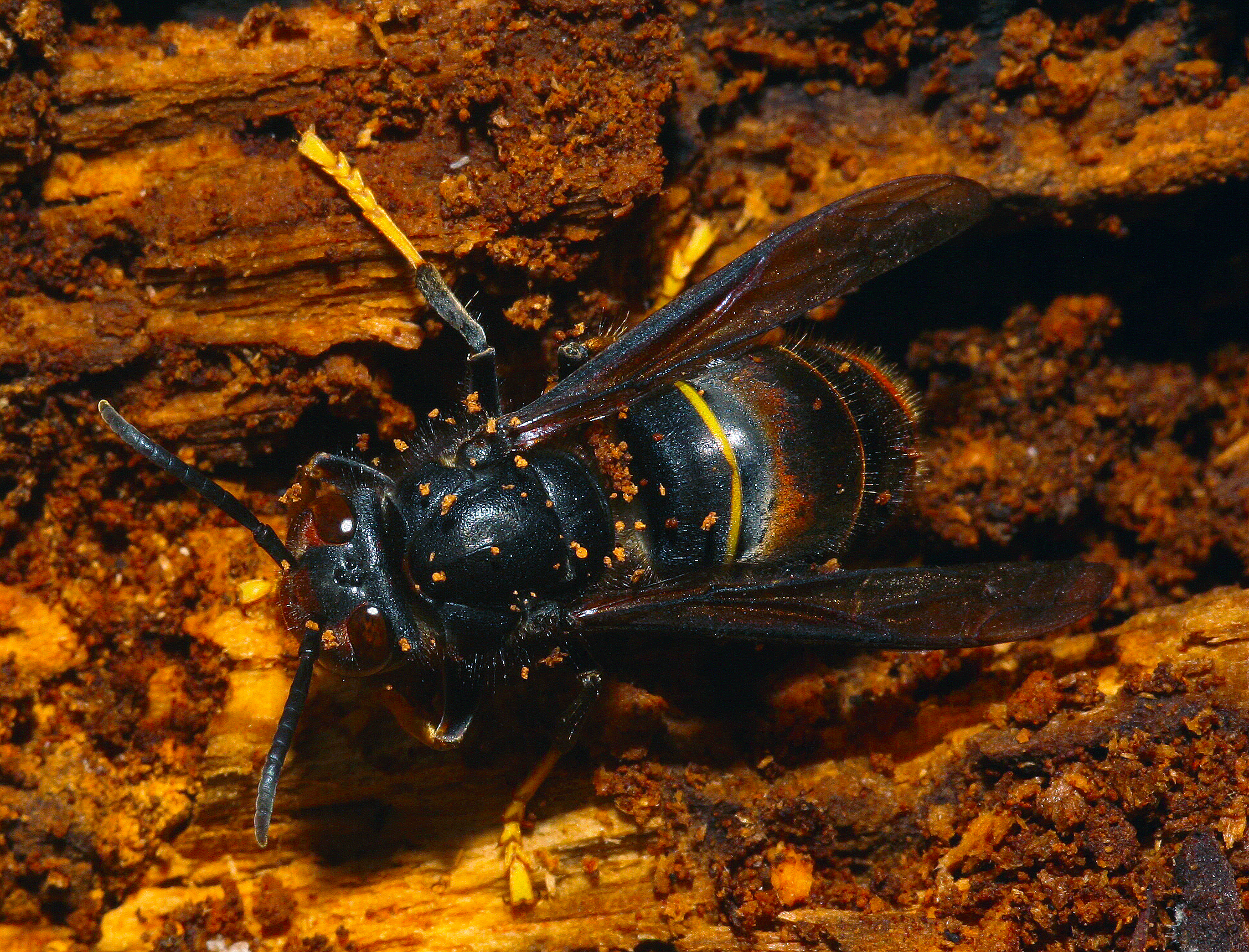
Frelon asiatique (vue de dessus).

Le frelon adulte se nourrit de fruits mûrs et de nectar,.
Pour nourrir ses larves, il capture différents insectes (40% d'abeilles, 30% de mouches et 20% de guêpes, le reste étant constitué de plus de 150 espèces d'insectes d'où l'impact important sur la biodiversité,). Au total, un nid peut consommer plus de 11 kg d'insectes par an.
Les frelons sont plus actifs tôt le matin et en fin d’après-midi. Observer la direction de leurs vols à ces moments permet de tenter de localiser le nid pour l'éliminer. 

### Abeilles
Un frelon asiatique peut capturer entre 2 et 5 abeilles par jour, selon la saison et les besoins du nid soit un maximum de 50 abeilles pendant ses 2 à 3 semaines de vie. Pour capturer les abeilles domestiques, il se place en vol stationnaire à l'entrée d'une ruche ou patrouille au-dessus des fleurs fréquentées par les abeilles. Sa taille plus importante et ses grandes pattes lui permettent de saisir une abeille et de l'emporter avec lui. Il ne gardera de l'abeille que le thorax et en fera une boulette qu'il emportera pour nourrir les larves de sa colonie. C'est un nouveau facteur d'affaiblissement des ruches.

## Répartition

### En Asie

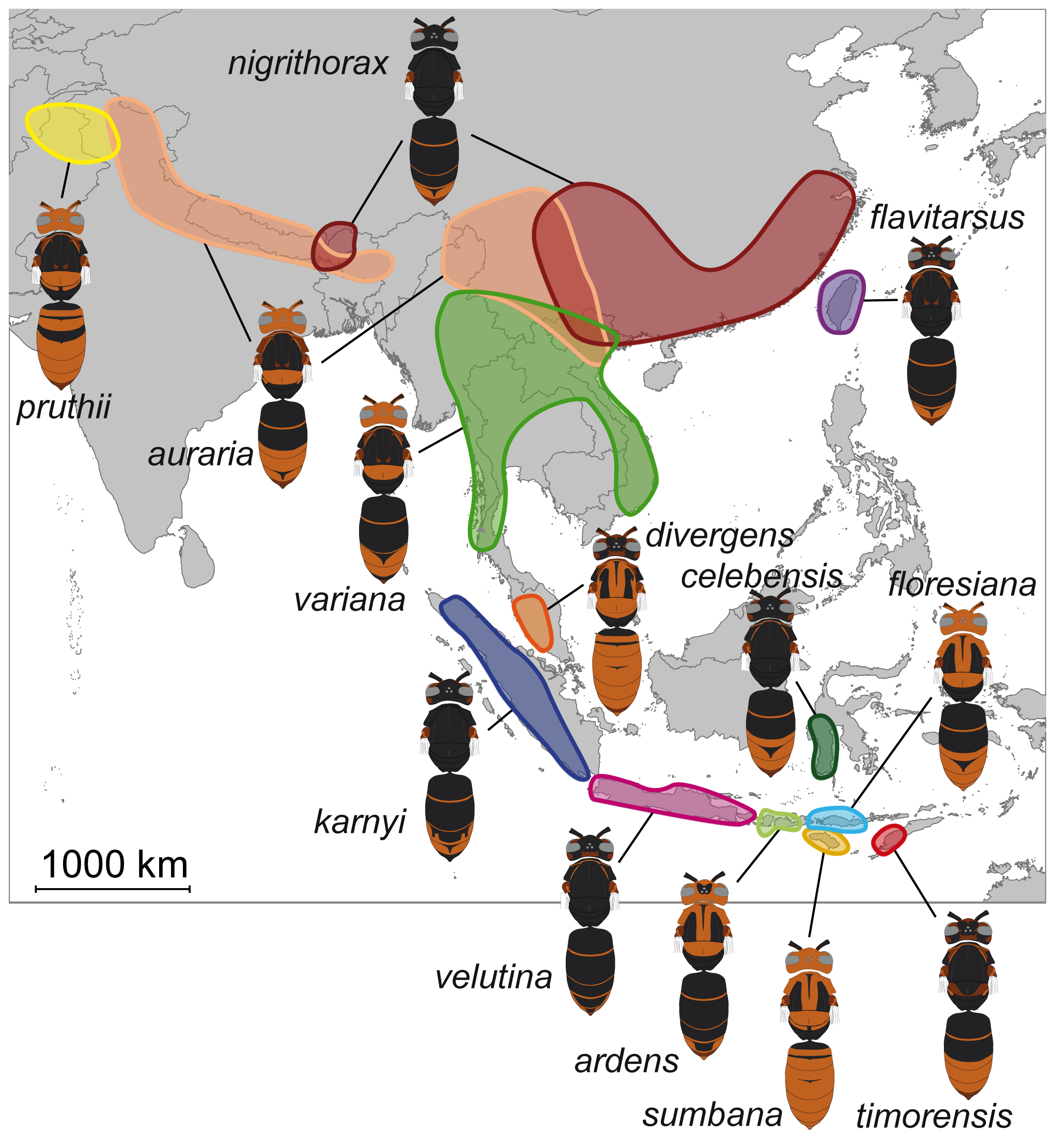
Répartition en Asie des morphismes de couleurs de Vespa velutina.

Cette espèce est originaire d'Asie avec une vaste aire de répartition dans des zones au climat tropical ou continental : Afghanistan, nord de l'Inde, péninsule indochinoise, Chine (et Hong Kong), îles indonésiennes.
Elle a été signalée pour la première fois en Corée en 2006,, soit bien plus au nord que son aire de répartition naturelle.

### En Europe
La sous-espèce de couleur noire (V. v. nigrithorax) est indigène en Asie continentale, avec un climat comparable à celui de la France ; ceci explique que cette sous-espèce ait pu non seulement s'établir en France mais aussi coloniser de nouveaux territoires en Europe,.
En 2020, le frelon aurait colonisé presque toute la France et en partie le Portugal, l'Espagne, l'Italie, l'Allemagne, la Belgique, la Grande-Bretagne, les Pays-Bas, la Suisse et le Luxembourg.
En Europe, le frelon asiatique est inscrit depuis 2016 dans la liste des espèces exotiques envahissantes préoccupantes pour l’Union européenne. Cela signifie que cette espèce ne peut pas être importée, élevée, transportée, commercialisée, ou libérée intentionnellement dans la nature, et ce nulle part dans l’Union européenne. Par ailleurs, les États membres ont l’obligation de surveiller et éradiquer les populations présentes dans la nature, ou si c’est irréalisable, de mettre en place des mesures de gestion efficaces pour limiter leur dispersion et réduire au minimum leurs effets néfastes.

#### En France

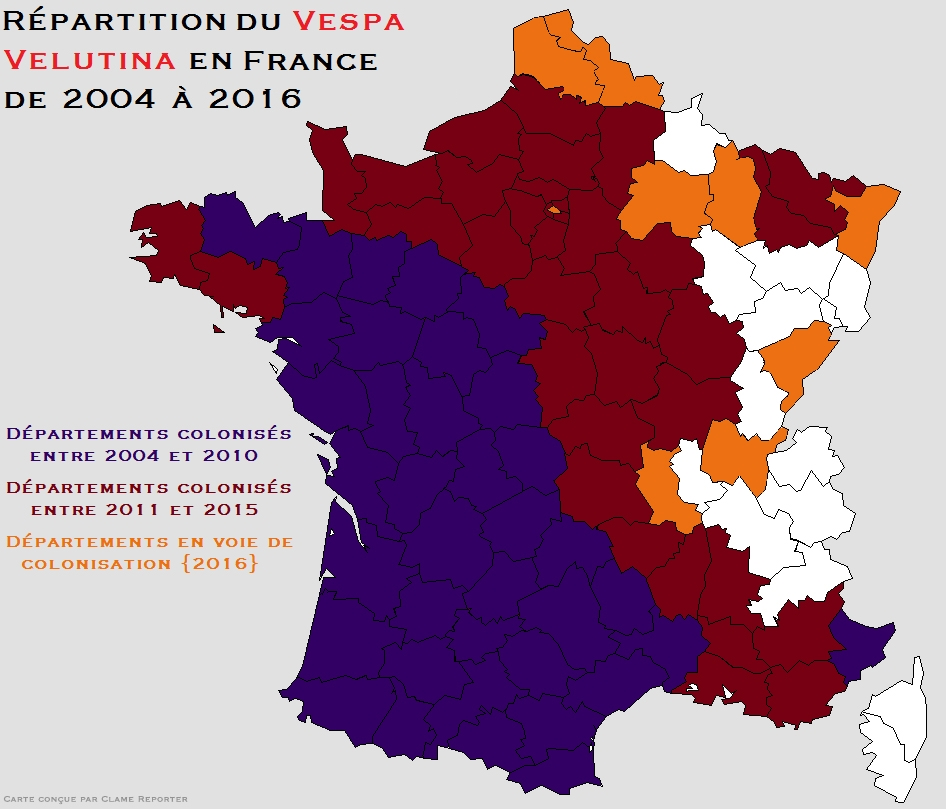
Signalements de la présence du frelon asiatique en France de 2004 à 2016.

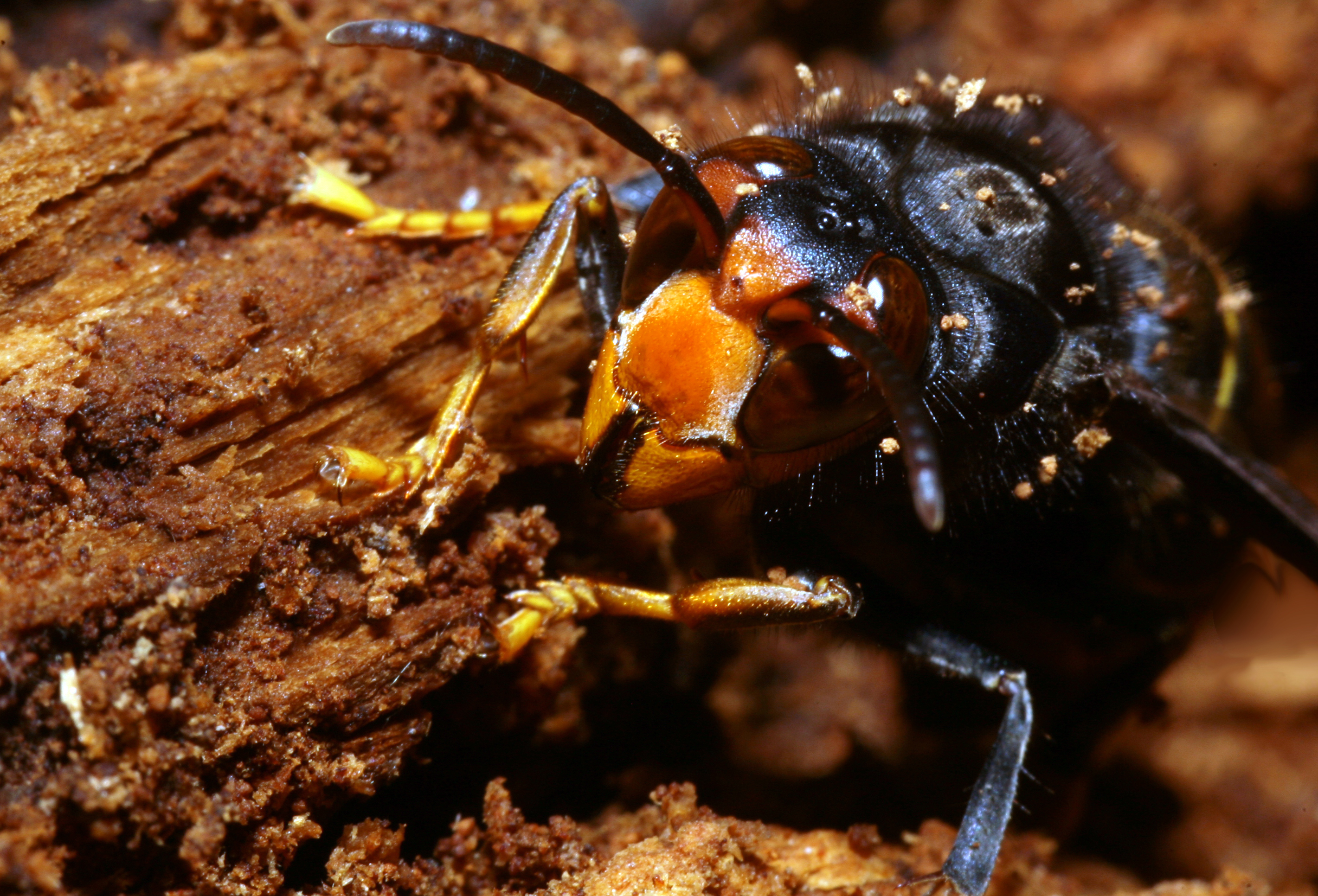
Tête de frelon asiatique.

Vespa velutina a été observé pour la première fois en France en 2004 en Lot-et-Garonne, provenant probablement de conteneurs de poteries chinoises importées via le port du Havre,. La première détermination de l'espèce fut réalisée à la suite d'un prélèvement effectué en novembre 2005 sur un fruit de kaki, commune de Nérac, (Lot-et-Garonne). En mai 2006, trois autres individus sont prélevés à Villeton (Lot-et-Garonne). Le signalement officiel de l'insecte est alors effectué dans le Bulletin de la Société entomologique de France ainsi que le démarrage de son inventaire,. Cette année-là, l'Aquitaine est vraisemblablement colonisée. Il s'agit de la sous-espèce Vespa velutina nigrithorax. Il n'a habituellement aucune agressivité envers l'homme, mais les apiculteurs s'en inquiètent car il se nourrit d'abeilles.
En septembre 2009, un nid est découvert en Île-de-France au Blanc-Mesnil, au nord-est de Paris, mais en réalité, l'espèce aurait déjà franchi la frontière franco-belge (un nid de 60-80 cm de diamètre a été détruit par les pompiers, dans un bouleau, à environ 20 m de hauteur, à Somain (Nord) fin octobre 2011). En octobre 2012, un nid est découvert à Jouy-en-Josas, au sud-ouest de Paris et, en novembre, un homme est mortellement piqué à Coron près de Saumur. Deux nids sont détruits en Eure-et-Loir début août 2013. Trois nids primaires ont été détruits en juin et juillet 2013 dans l'Eure ; aucun nid secondaire n'ayant été détecté, le département n'est pas déclaré officiellement colonisé. En 2016, une quinzaine de personnes sont attaquées dans le Lot-et-Garonne, près de Foulayronnes, et deux d'entre elles sont hospitalisées.
Les scientifiques du Muséum national d'histoire naturelle ont proposé à des naturalistes volontaires de signaler l'évolution et les déplacements de cette population sur leur site web via une fiche de signalement, en lien avec le réseau Daisie (Delivering Alien Invasive Species Inventories Europe) qui en Europe suit les espèces envahissantes, puis EASIN (European Alien Species Information Network). Une fiche d'aide à l'identification est en ligne sur le site du système d’information sur la nature et les paysages (SINP).
Le front d'invasion progresse en moyenne de 78 km par an,, le frelon était présent sur 50 % du territoire métropolitain (majoritairement la moitié sud-ouest) en 2012. La carte de sa répartition est régulièrement mise à jour sur le site de l'INPN et celui du MNHN dédié à cette espèce.

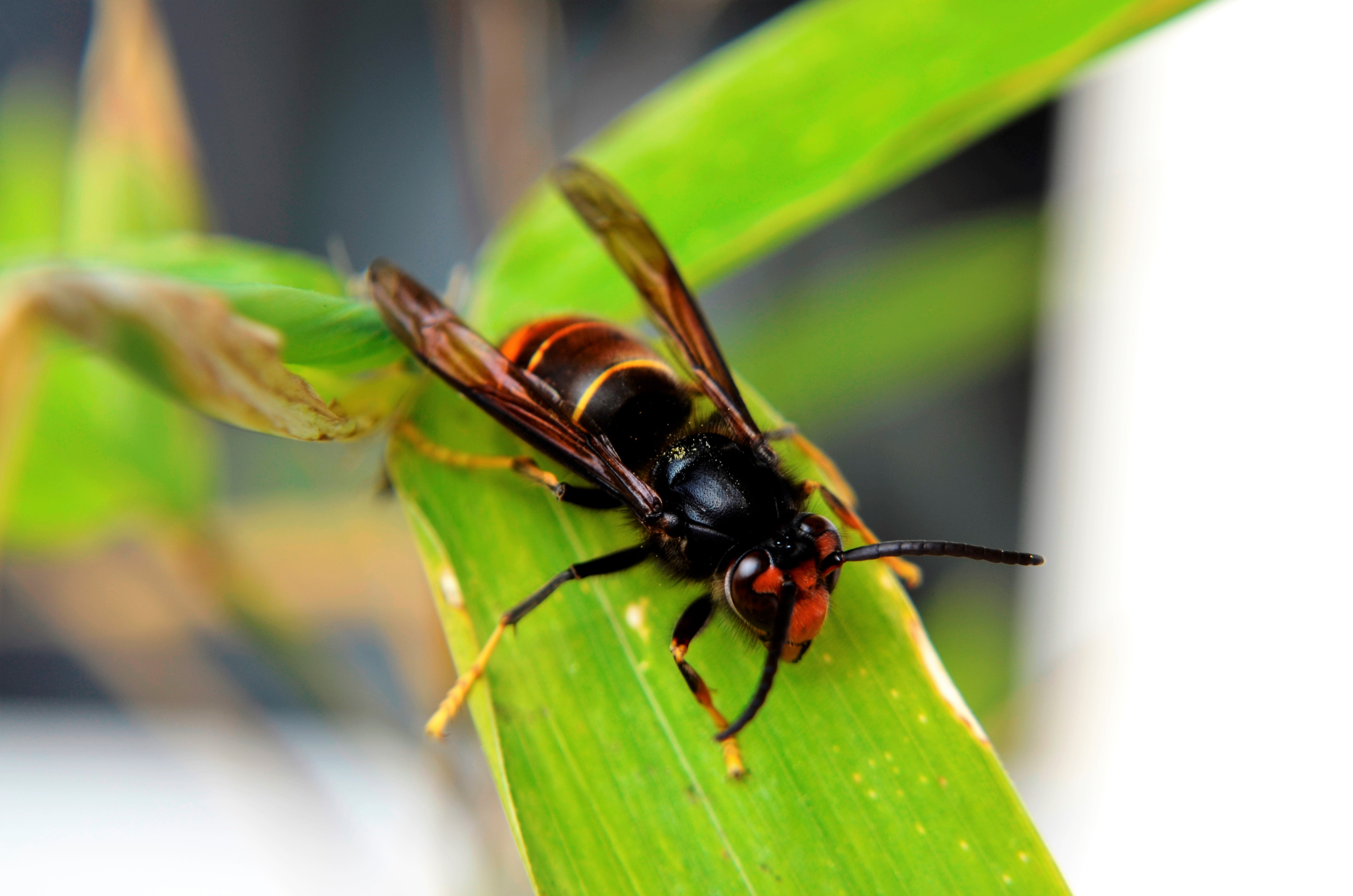
Vespa velutina sur une feuille de bambou à Poitiers en 2014.

Fin 2015, l’Institut de recherche sur la biologie de l’insecte, met en évidence un phénomène de dépression de consanguinité chez les populations de frelons asiatiques de France qui « pourrait ralentir la croissance des colonies et à terme limiter l'expansion de cette espèce invasive »,. Selon des chercheurs, en raison de leur faible diversité génétique, les colonies produisent trop de mâles et pas assez d'ouvrières. Cette étude dont la conclusion semble invalidée depuis par la fulgurance et la généralisation des invasions n'est pas corroborée par d'autres chercheurs.

#### En Belgique
Un nid de frelon asiatique est découvert pour la première fois à Guignies en novembre 2016.
Les premiers cas d'attaques de ruches ont été signalés en 2017. Le 12 août 2022, la commune de Flémalle (agglomération de Liège) lance sur ses différents canaux de communication un appel à la population afin de retrouver le nid des frelons asiatiques repérés par un apiculteur.

## Systématique
L'espèce Vespa velutina a été décrite par l'entomologiste français Amédée Louis Michel Lepeletier en 1836.

### Synonymie
- Vespa auraria Smith, 1852

### Noms vernaculaires
- Frelon à pattes jaunes[27]
- Frelon asiatique
- Vespa veloutée[46]

### Taxonomie
Liste des sous-espèces
- Vespa velutina ardens Buysson, 1905
- Vespa velutina auraria Smith, 1852
- Vespa velutina celebensis Perkins, 1910
- Vespa velutina divergens Perkins, 1910
- Vespa velutina flavitarsus Sonan, 1939
- Vespa velutina floresiana van der Vecht, 1957
- Vespa velutina karnyi van der Vecht, 1957
- Vespa velutina mediozonalis Perkins, 1910
- Vespa velutina nigrithorax Buysson, 1905
- Vespa velutina sumbana van der Vecht, 1957
- Vespa velutina timorensis van der Vecht, 1957
- Vespa velutina variana van der Vecht, 1957.

## Dangerosité pour l'homme

### Risques sanitaires
À quantité égale son venin n'est pas plus dangereux que celui de Vespa crabro, ou de l'abeille domestique,,,.
Cependant trois situations, communes à ces deux espèces, peuvent entraîner des complications médicales : « piqûres multiples ou piqûre unique avec localisation muqueuse ou encore patient allergique au venin d’hyménoptère ». À la date de 2009 un seul cas d'envenimation a été observé en France où en octobre 2007 un agriculteur piqué à douze reprises à la tête et traité médicalement présente un an plus tard des séquelles (névralgies persistantes et invalidantes).
Comme tout insecte butineur, l'insecte isolé peut en principe être observé sans danger par exemple sur des fleurs. En revanche il est préférable de respecter une distance de sécurité de 5 m des nids, périmètre à l'intérieur duquel ils peuvent se montrer agressifs. Le dard pouvant mesurer 3 mm, une tenue spécifique est nécessaire avant de songer à s'approcher pour traiter et détruire un nid. La tenue classique pour apiculteur ne protège pas suffisamment.

### Complication de la piqûre
La piqûre du Vespa velutina dans la gorge comme pour la plupart des piqures d'hyménoptères est susceptible de provoquer dans les cas les plus sévères un choc respiratoire, œdème de Quincke (la gorge gonfle, l'air ne passe plus) ou un choc anaphylactique, et provoquer une dilatation très importante des vaisseaux sanguins, et par conséquent une chute brutale de tension artérielle qui peut être fatale.

## Utilisation alimentaire
Selon une étude réalisée en Corée en 2020, les larves de Vespa velutina pourraient être une source de nourriture potentielle, semblables aux larves du frelon géant asiatique (Vespa mandarinia), qui sont un mets délicat japonais.

## Conséquences économiques et écologiques
Ce frelon s'attaque notamment aux abeilles ouvrières des ruches européennes Apis mellifera. L'impact de cette espèce sur les ruchers ou sur les populations d'abeilles sauvages est à présent clairement reconnu[réf. nécessaire]. Aucun plan de lutte européen n'est pour autant mis en œuvre. L'efficacité des plans de lutte est variable selon la réactivité ou la carence de réactivité des autorités localement. À la fin de l'année 2011, le MNHN de Paris a déjà collecté près de 2 000 boulettes d'insectes ramenées aux nids par les ouvrières frelons à pattes jaunes.

## Moyens de lutte
Un piégeage de grande ampleur est problématique car ces piégeages peuvent affecter gravement l'entomofaune locale,. Pour cette raison, à la différence de la Dordogne, le Lot et Garonne s'est refusé au piégeage massif et envisage une expérimentation sur surface réduite et sous contrôle. Les résultats ont été exposés en 2009 et publiés en 2011. Cette étude corrobore celle réalisée en 2009 par la Société linnéenne de Bordeaux, et portant sur quinze relevés de pièges effectués à Bordeaux ayant abouti à la capture de 93 frelons asiatiques et 16 000 autres insectes. Cela démontre que le piégeage lorsqu'il est entrepris doit l’être avec le plus grand soin. En choisissant des dates précises, un piège bien conçu dans une bouteille plastique peut diminuer les effets indésirables. Le principe est que le piège amorcé avec des phéromones émises par le premier frelon capturé (et qui ne doit pas être noyé) va d'une part attirer les autres frelons et d'autre part servir de répulsif aux autres insectes. Ce piège ainsi amorcé est extrêmement efficace à condition de ne l'utiliser qu'à deux moments précis dans l'année[réf. nécessaire]. Capturer de façon ciblée un grand nombre de reines fondatrices en ne piégeant presque pas d'autres insectes est aujourd'hui une réalité à la portée de toute personne correctement informée.
L'arrêté du 22 janvier 2013 interdit, sur tout le territoire national Français et en tout temps, l'introduction volontaire dans le milieu naturel de spécimens vivants du frelon à pattes jaunes Vespa velutina. On entend par « spécimen vivant » tout œuf, larve, nymphe ou animal vivant.

### Destruction des nids
Localiser les nids et les détruire vers la mi-juillet avant la délocalisation éventuelle de la colonie et la naissance des futures fondatrices serait plus efficace,. La localisation des nids dans les arbres est plus facile en automne, après la chute des feuilles. Bien que la colonie meure au cours de l'hiver, la destruction automnale de son nid est également conseillée car c'est à cette période que se développe la nouvelle génération de sexués mâles et femelles, que les femelles fondatrices sont fécondées, se dispersent et entrent en diapause, tandis que les mâles meurent. Cette destruction évite ainsi que les reproducteurs mâles et femelles quittent la colonie pour se reproduire.

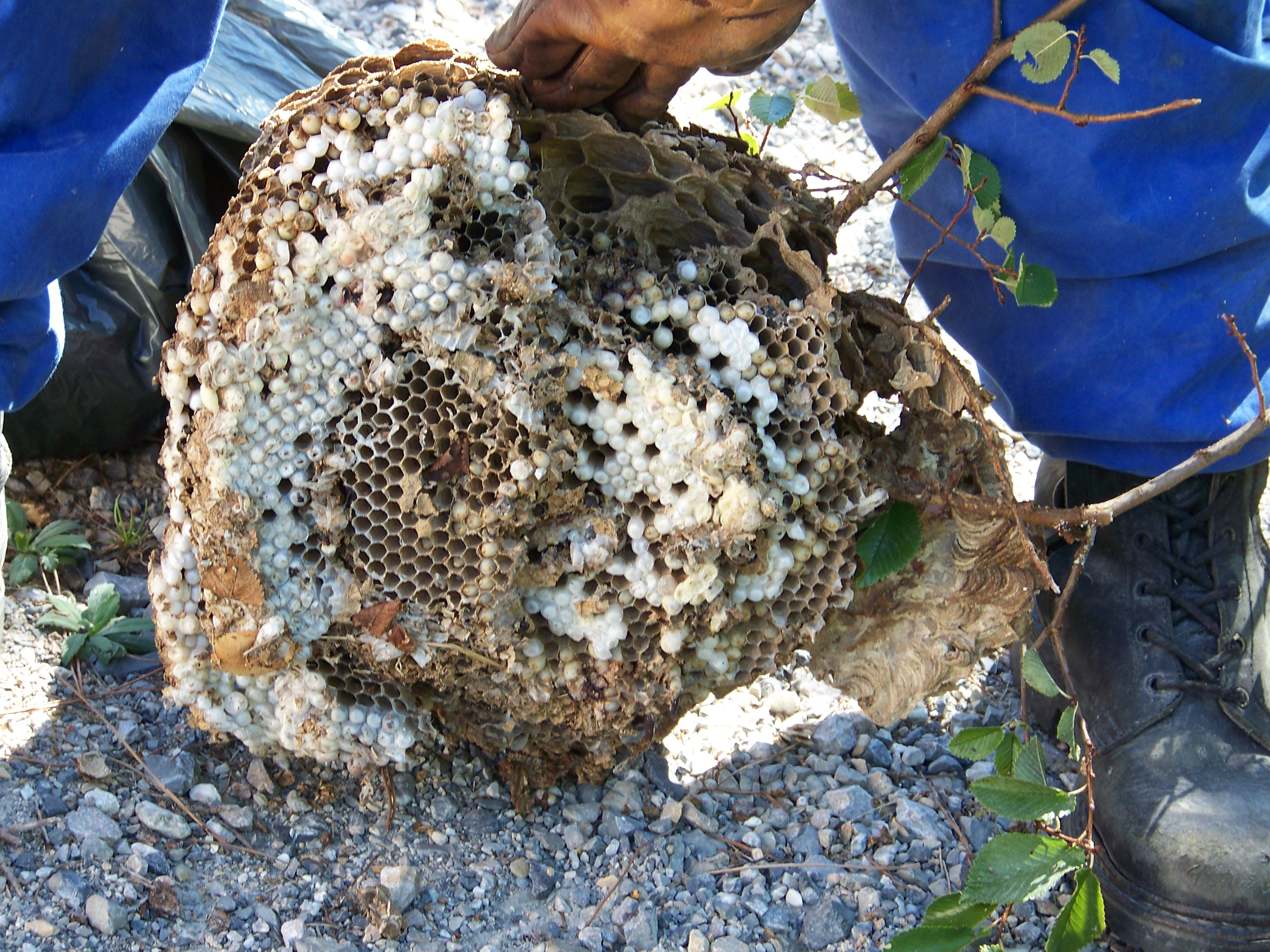
Larves de frelon asiatique, ou frelon à pattes jaunes (Vespa velutina) dans un nid qui vient d'être détruit.

#### Perche télescopique et soufre
Un nid peut être détruit jusqu'à 30 m de distance via une perche télescopique y injectant du dioxyde de soufre. La colonie est asphyxiée en quelques secondes par le liquide devenu gazeux et réfrigérant. Référence à l'arrêté ministériel autorisant l'utilisation du dioxyde de soufre.

#### Poudre de pyrèthre
Il s'agit d'une poudre produite en broyant des fleurs de pyrèthre de Dalmatie riche en pyréthrine, utilisée comme insecticide, qui tue les insectes en agissant sur leur système nerveux. Elle ne fonctionne que sur les animaux dits "à sang froid". Elle est injectée sous pression directement dans le nid et peut être utilisée avec une canule ou une perche. Elle reste active dans le nid et les frelons qui n'étaient pas dedans au moment de l'intervention seront donc contaminés et tués à leur retour et il en va de même pour les futurs frelons à naître. La pyréthrine n'agit pas sur les larves qui mourront simplement de faim. De plus, la pyréthrine est rapidement dégradée par la lumière lorsqu'involontairement dispersée dans la nature et exposée à celle-ci, ce qui permet de préserver les autres insectes aux alentours si bien utilisée.

### Protection des ruches

#### La «muselière» ou le filet à fraises

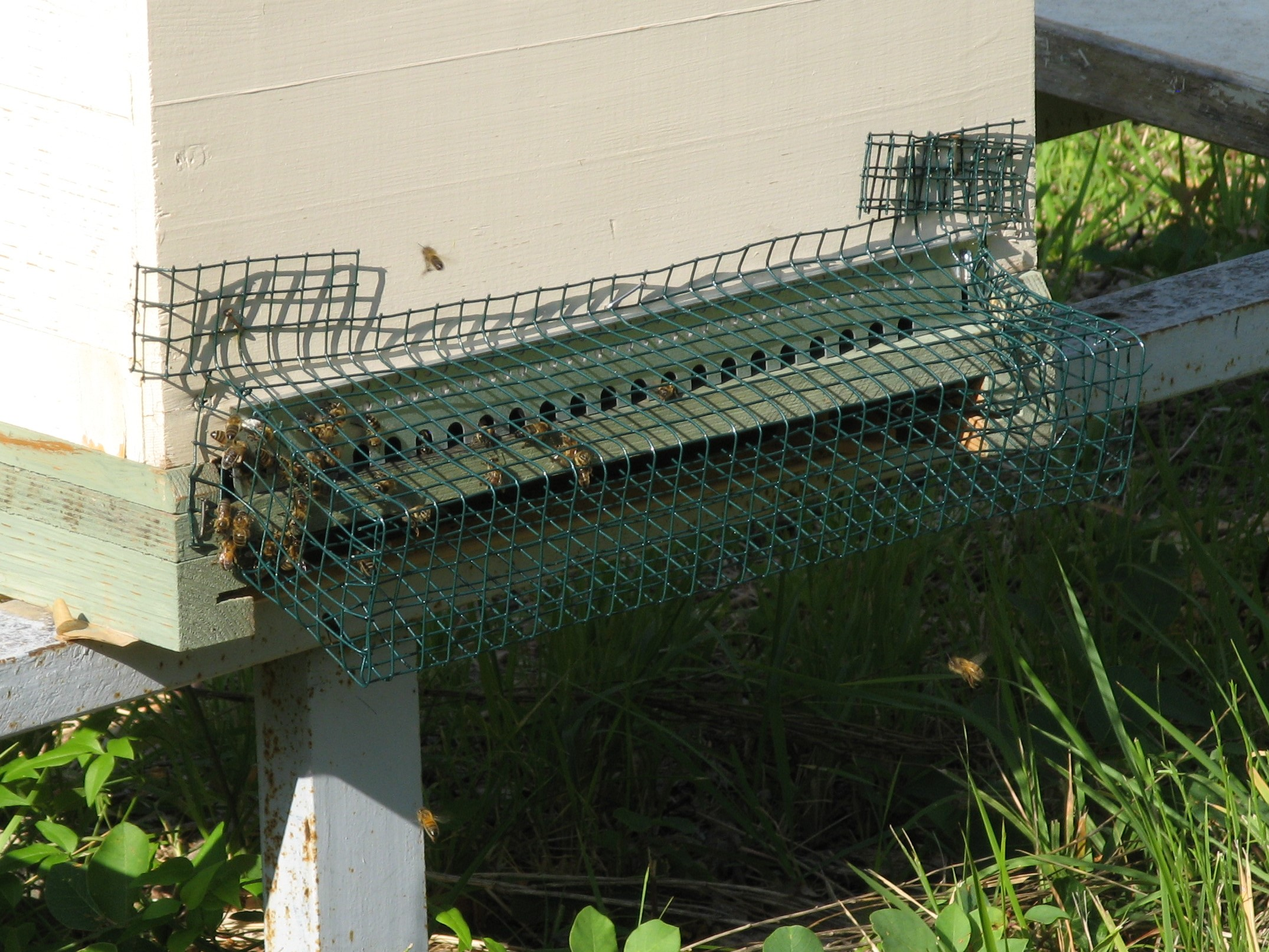
Entrée de ruche ayant une petite grille de protection contre les frelons.

Il existe des portes d'entrée de ruches équipées de « muselières » calibrées pour ne laisser passer que les abeilles. Un grillage plus grand peut protéger les ruches ou simplement une zone couvrant l'entrée de la ruche. Il empêche les frelons d'y pénétrer et de la vider. Si ce grillage n'empêche pas les frelons d'attraper des abeilles en plein vol à l'entrée de la ruche, il limite fortement les dégâts (éventuellement en complément de pièges posés près des ruches). Il faut veiller à ce que le grillage ne bloque pas les mâles d'abeilles (faux bourdons) quand la fécondation doit avoir lieu. Si une ruche a une reine vierge (supersédure ou essaimage), on peut ouvrir quelques ruches pourvoyeuses en mâles sélectionnés pour leur qualité. Le grillage ne bloque en tout cas pas les reines. L'inconvénient de la muselière est qu'au bout d'une à deux semaines, les frelons s'y habituent et ne sont plus trop gênés par ce dispositif.
En l'absence de muselière, une solution plus économique consiste à tendre des filets à fraises inclinés à 45 degrés devant les ruches.

#### La harpe électrique
Une autre protection, appelée « harpe électrique », consiste à placer devant la ruche, un cadre avec des fils inox verticaux sous haute tension, dont les entraxes sont calculés pour permettre aux abeilles de passer alors que les frelons se font électrocuter car leur envergure les amène à toucher 2 fils sous tension. Différents modèles existent. Aujourd'hui, l'ensemble des groupements d'apiculteurs considère que cette défense est actuellement la plus efficace pour défendre le rucher. Un modèle économique avec un tréteau a vu le jour en 2021 sous l'impulsion de Claude Pons, apiculteur en Ardèche. Différents groupes d'apiculteurs ont mis au point des solutions économiques à partir de composants électroniques courants (convertisseur haute-tension, panneau solaire léger).

#### La tente anti-frelons
La tente anti-frelons est une sorte de longue boîte verticale placée devant les ruches. Les frelons ne craignent pas d'entrer dans la tente pour chasser, puis après avoir éventuellement capturé une abeille s'enfuient vers le haut à l'intérieur de la tente d'où ils sont alors incapables de s'échapper. Ils sont ensuite neutralisés dans une boîte de capture définitive située sur le haut de la tente. En aucun cas, ils ne pourront rapporter une abeille au nid ni jouer le rôle d'éclaireur et rameuter leurs congénères.

#### La raquette de badminton
Pour les apiculteurs amateurs disposant de seulement quelques ruches, une raquette de badminton peut être utilisée pour éliminer les frelons en vol stationnaire devant les ruches.

#### Poules et poulets
Les poulets en croissance, nés en couvaison naturelle et éduqués par la poule sont des prédateurs occasionnels du frelon à pattes jaunes. Il peut être envisageable d'installer des ruches dans un poulailler,.
Un agriculteur et apiculteur breton a remarqué en juin 2016 que ses poules (de race Janzé) sont des prédatrices naturelles du frelon asiatique, et il s'en sert pour protéger ses ruches,.

#### Plante carnivore
Dans une étude menée au Jardin des plantes de Nantes, on a découvert qu'une plante carnivore, la Sarracenia oreophila, attirait particulièrement le frelon asiatique à pattes jaunes, et était prometteuse dans la lutte contre cette espèce, un pied de cette plante pouvant éliminer près de 50 frelons. L'étude menée avec la collaboration du Muséum national d'histoire naturelle a permis de piéger 600 mouches et 600 frelons. Si une molécule attractive et sélective pouvait en être extraite, cette plante pourrait être un réel espoir pour les apiculteurs, dont les ruches sont décimées par cette espèce envahissante, en permettant de limiter son impact sur leurs ruches.

#### Signalement
Le Muséum national d'histoire naturelle (MNHN) réalise l'inventaire des nids de frelons asiatiques à l'aide d'un formulaire en ligne ou d'une fiche téléchargeable sur le site web de l'INPN. Cet inventaire est important, car il s'agit de l'un des principaux outils d'étude de l'invasion. Il permet de mieux appréhender et contrôler l'expansion de l'espèce en France, de vérifier l'efficacité des systèmes de lutte locaux ou à plus grande échelle et de prévoir les zones envahies des années à venir,.
Une association a mis en ligne un site gratuit, lefrelon.com, pour enregistrer les signalements d'insectes ou de nids, qui met en relation les différents intervenants pour détruire les nids, des statistiques sont aussi disponibles.
Chacun peut y participer en remplissant une des fiches.

#### Parasites

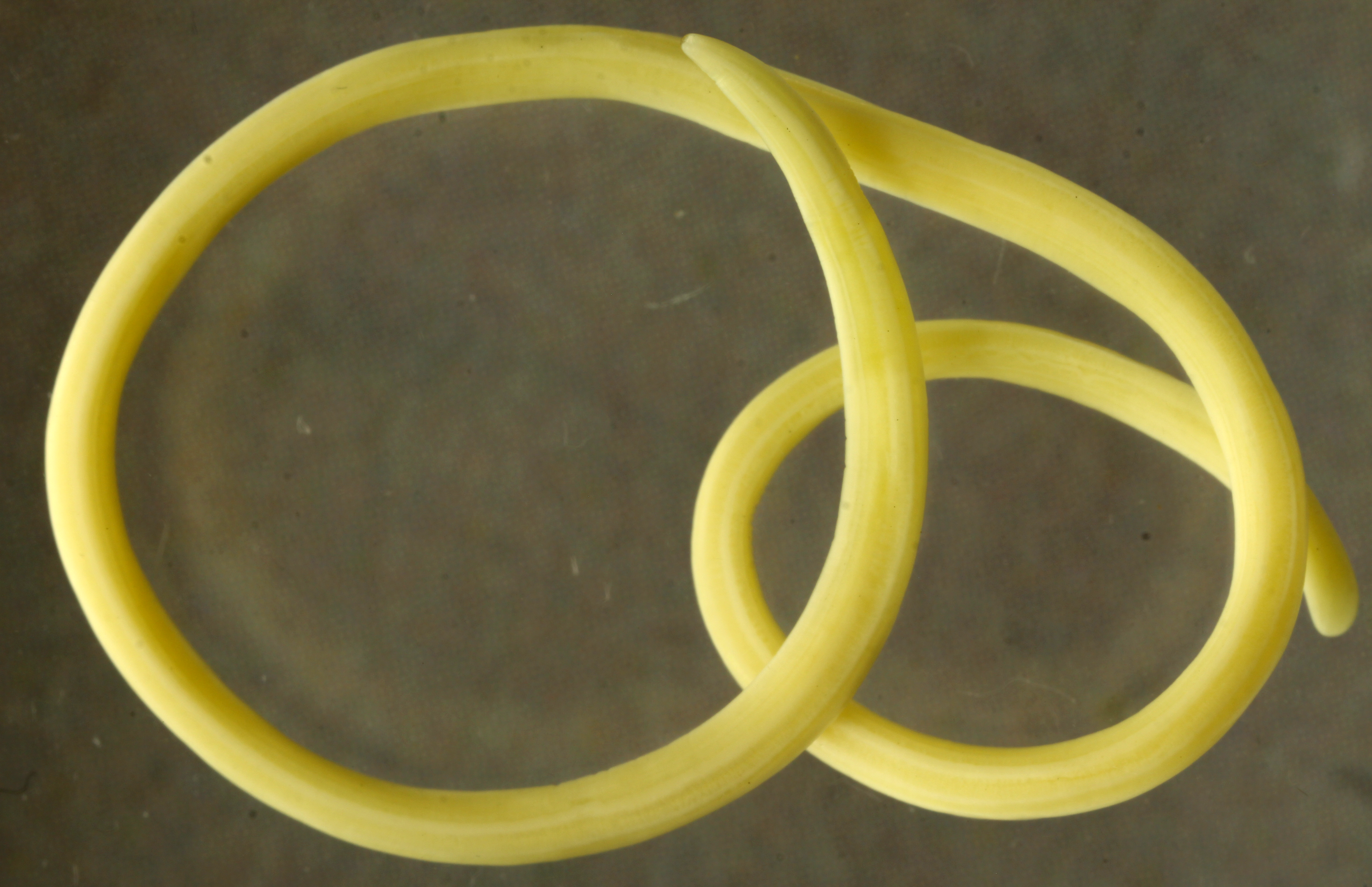
Nématode mermithidé parasite du frelon asiatique.

On cherche à mieux les connaitre, car ils peuvent jouer un rôle en matière de lutte biologique. Trois spécimens d'un nouveau parasite du frelon asiatique ont été récoltés en France en 2012. Ce nématode mermithidé du genre Pheromermis, probablement de l'espèce Pheromermis vesparum, parasite le frelon ; c'est une espèce locale, européenne, qui s'est adaptée à un nouvel hôte. Selon l'Institut de Systématique, Évolution, Biodiversité (Muséum national d'Histoire naturelle/CNRS/EPHE/UPMC) en 2015, il n'arrêtera pas l'invasion, car peu ont été trouvés à ce jour, ses hôtes secondaires (insectes à phase aquatique comme les phryganes) composent exceptionnellement le régime alimentaire de ce frelon, et surtout, les colonies de frelons sont très résistantes au parasitisme. L'utilisation de ce parasite en lutte biologique ne sera donc pas possible,.
De même, la découverte de quelques cas de parasitisme par des espèces de Xenos (Strepsiptera) en Corée du Sud ne semble pas une piste pour le contrôle du frelon, à cause de son taux de reproduction élevé .

### Actions des pouvoirs publics en France

#### À l'échelle nationale
Entre janvier 2007 et avril 2007, six députés font part de leur inquiétude et demandent au ministère de l'Écologie et au ministère de l'Agriculture la mise en place d'une réponse nationale et coordonnée au développement de Vespa velutina,,,,,.
En octobre 2008, le député Martial Saddier remet au gouvernement son rapport sur la filière apicole. Il y recommande la protection des ruches, la destruction des nids et le piégeage. Notant l'absence de « disposition juridique relative à la lutte contre les invasifs », il propose une législation encadrant une lutte organisée nationalement et localement, une communication ad hoc, et des contacts avec la Chine où cet insecte est déjà présent.
En mars 2009, le député Pascal Deguilhem député de la Dordogne demande au gouvernement que V. velutina soit catégorisé « insecte nuisible ». Le ministère de l'Agriculture répondra en juin 2009 en déclarant que « cette démarche doit s'inscrire dans une réflexion plus large, relative à la gestion des espèces exogènes invasives ».
En décembre 2012, un arrêté ministériel classe ce frelon au titre du Code rural et de la pêche maritime, comme danger sanitaire de 2e catégorie pour l’Abeille domestique, Apis mellifera. Puis, en janvier 2013, il est classé « espèce exotique envahissante » au titre du code de l'environnement. Ces deux arrêtés permettent respectivement, la mise en place d’un programme de lutte, collectif et volontaire et l’interdiction de l’introduction de ce frelon dans le milieu naturel. Un groupe de travail composé des administrations publiques, de représentants apicoles et de scientifiques aboutis à une note de service définissant les mesures de surveillance, de prévention et de lutte.
En 2024, en avril, le Sénat adopte une proposition de loi visant à endiguer la prolifération de ce frelon, et à préserver la filière apicole ; en fléchant mieux les financements pour la recherche, en aidant financièrement les collectivités, et en créant une indemnisation des ruchers détruits par ce frelon. Un plan national (avec financements dédiés) serait décliné en plans départementaux, sous l'égide des préfets et avec les maires.

#### À l'échelle locale
En avril 2008, la préfecture de la Gironde informait l'ensemble des maires du département des démarches règlementaires à suivre en cas de découverte d'un nid et que le piégeage serait organisé par « les professionnels de l'apiculture ». En décembre 2008, la préfecture de Gironde rappelait aux maires que l'espèce n'était pas déclarée nuisible et que l'État n'avait pas ainsi à prendre en charge son éradication.
En janvier 2009, le conseil général de la Gironde incitait les particuliers à créer des pièges à l'aide de bouteilles en plastique découpées dotées « d'un mélange de vin blanc, de bière brune et d'un trait de sirop de cassis ». Il était précisé que le piège devait être retiré d'ici début mai pour éviter le risque de capturer d'autres espèces d'insectes. Ces pièges visaient la collecte des reines.
Dès 2008 la Préfecture de la Dordogne a officiellement lancé une campagne de pièges à jeunes reines.
En 2011, les campagnes officielles diligentées par la Préfecture de la Dordogne ont été abandonnées. Les pièges à jeunes reines du printemps sont hélas inutiles pour limiter l'espèce.
Les campagnes de piégeages de reines doivent être réalisées avec des pièges calibrés sans risque de noyade[pas clair].
Au regard de la situation actuelle dans les zones infestées initialement et la colonisation qui continue de s’étendre sans faiblir à l’ensemble de notre pays[réf. nécessaire], voire à certains pays voisins, force est de constater que les recettes mises en œuvre pour contenir l’expansion de Vespa velutina depuis son introduction, sont inefficaces.

### Couverture par les médias
L'année 2009 marque le début du traitement de l'information par les médias d'un point de vue national et dans des régions où Vespa velutina n'est pas encore recensé. L'édition du Parisien du 18 août 2009 a mis Vespa velutina à sa une en citant des attaques virulentes de cette espèce envers l'homme si ce dernier s'aventure près de l'essaim, par conséquent perçu comme une menace. La propagation géographique aux régions voisines y est présentée comme fulgurante, ainsi que la disproportion entre le nombre de frelons asiatiques par essaim par comparaison aux nids de frelons en Allemagne ; l'espèce allemande n'aurait, aux dires de l'article, aucune chance de survie en cas d'introduction dans son milieu de l'espèce envahissante.
Le journal Sud Ouest relate également l'expérience conduite par Francis Ithurburu, un apiculteur de Biscarrosse (Landes) qui tente d'exploiter le caractère territorial du frelon asiatique pour en limiter l’expansion.

#### Bases de référence
- Ressources relatives au vivant :   - ARKive
  - BioLib
  - Catalogue of Life in Taiwan
  - Dyntaxa
  - EPPO Global Database
  - Global Biodiversity Information Facility
  - iNaturalist
  - Interim Register of Marine and Nonmarine Genera
  - Invasive Species Compendium
  - NBN Atlas
  - Nederlands Soortenregister
  - TAXREF (INPN)
- (en) NCBI : Vespa velutina (taxons inclus)
- (en) Catalogue of Life : Vespa velutina Lepeletier, 1836 (consulté le 15 septembre 2021)
- (fr) Le frelon asiatique Vespa velutina sur le site dédié du MNHN-INPN
- (fr) INPN : Vespa velutina Lepeletier, 1836 (TAXREF)

#### Autres liens externes
- Notices d'autorité :   - BnF (données)
  - Tchéquie
- https://lefrelon.com/ Plateforme de signalement de nids de frelons asiatiques
- https://allo-frelons.com/signaler-museum-national-histoire-naturelle Plateforme de signalement des nids de Vespa velutina, exploité par l'INRAE et le MNHN
- Première description de la structure et de l’évolution des colonies du frelon asiatique sur le site du Muséum d'histoire naturelle de Paris
- Reportage pédagogique réalisé en collaboration avec l'association de développement de l'apiculture en Aquitaine (2009)
- site participatif de signalements et recherche automatique de nids de frelons ou points de regroupements de frelons asiatiques édité par les apiculteurs. (2018)